# Xã Lincoln, Quận Plymouth, Iowa
Xã Lincoln (tiếng Anh: Lincoln Township) là một xã thuộc quận Plymouth, tiểu bang Iowa, Hoa Kỳ. Năm 2010, dân số của xã này là 261 người.